# NGC 5572
NGC 5572 é uma galáxia espiral (Sb) localizada na direcção da constelação de Boötes. Possui uma declinação de +36° 08' 27" e uma ascensão recta de 14 horas, 19 minutos e 35,3 segundos.
A galáxia NGC 5572 foi descoberta em 13 de maio de 1883 por Édouard Jean-Marie Stephan.